# Uruguay a 2008. évi nyári olimpiai játékokon
Uruguay a kínai Pekingben megrendezett 2008. évi nyári olimpiai játékok egyik részt vevő nemzete volt. Az országot az olimpián 6 sportágban 12 sportoló képviselte, akik érmet nem szereztek.

## Atlétika
Férfi

| Versenyző    | Versenyszám | Előfutam | Előfutam | Előfutam | Negyeddöntő | Negyeddöntő | Negyeddöntő | Elődöntő | Elődöntő | Elődöntő | Döntő   | Döntő    |
| Versenyző    | Versenyszám | Idő      | Hely.    | Össz.    | Idő         | Hely.       | Össz.       | Idő      | Hely.    | Össz.    | Idő     | Helyezés |
| ------------ | ----------- | -------- | -------- | -------- | ----------- | ----------- | ----------- | -------- | -------- | -------- | ------- | -------- |
| Heber Viera  | 200 m       | 20,93    | 6.       | 34.*     | kiesett     | kiesett     | kiesett     | kiesett  | kiesett  | kiesett  | kiesett | kiesett  |
| Andrés Silva | 400 m       | 46,34    | 5.       | 41.      |             |             |             | kiesett  | kiesett  | kiesett  | kiesett | kiesett  |

* - két másik versenyzővel azonos időt ért el
Női

| Versenyző      | Versenyszám | Előfutam | Előfutam | Előfutam | Elődöntő | Elődöntő | Elődöntő | Döntő   | Döntő    |
| Versenyző      | Versenyszám | Idő      | Hely.    | Össz.    | Idő      | Hely.    | Össz.    | Idő     | Helyezés |
| -------------- | ----------- | -------- | -------- | -------- | -------- | -------- | -------- | ------- | -------- |
| Marcela Britos | 800 m       | 2:08,98  | 6.       | 35.      | kiesett  | kiesett  | kiesett  | kiesett | kiesett  |

## Evezés
Férfi

| Versenyző                    | Versenyszám              | Előfutam | Előfutam | Vigaszág/ Egypárevezősnél középdöntő | Vigaszág/ Egypárevezősnél középdöntő | Elődöntő | Elődöntő | Elődöntő | Döntő | Döntő   | Döntő | Helyezés |
| Versenyző                    | Versenyszám              | Idő      | Hely.    | Idő                                  | Hely.                                | Típus    | Idő      | Hely.    | Típus | Idő     | Hely. | Helyezés |
| ---------------------------- | ------------------------ | -------- | -------- | ------------------------------------ | ------------------------------------ | -------- | -------- | -------- | ----- | ------- | ----- | -------- |
| Leandro Salvagno             | Egypárevezős             | 7:52,53  | 4.       | 7:26,85                              | 6.                                   | C/D      | 7:32,83  | 4.       | D     | 7:04,13 | 1.    | 19.      |
| Rodolfo Collazo Angel García | Könnyűsúlyú kétpárevezős | 6:25,86  | 4.       | 6:46,98                              | 3.                                   | C/D      | 6:33,49  | 2.       | C     | 6:30,61 | 3.    | 15.      |

## Kerékpározás

### Pálya-kerékpározás
Pontversenyek

| Versenyző      | Versenyszám       | Pont | Helyezés |
| -------------- | ----------------- | ---- | -------- |
| Milton Wynants | Férfi pontverseny | 5    | 16.      |

## Sportlövészet
Női

| Versenyző       | Versenyszám | Selejtező | Selejtező | Döntő   | Döntő    |
| Versenyző       | Versenyszám | Pont      | Helyezés  | Pont    | Helyezés |
| --------------- | ----------- | --------- | --------- | ------- | -------- |
| Carolina Lozado | Légpisztoly | 367       | 43.       | kiesett | kiesett  |

## Úszás
Férfi

| Versenyző         | Versenyszám | Előfutam | Előfutam | Előfutam | Elődöntő | Elődöntő | Elődöntő | Döntő   | Döntő    |
| Versenyző         | Versenyszám | Idő      | Hely.    | Össz.    | Idő      | Hely.    | Össz.    | Idő     | Helyezés |
| ----------------- | ----------- | -------- | -------- | -------- | -------- | -------- | -------- | ------- | -------- |
| Martín Kutscher   | 100 m gyors | 50,08    | 5.       | 43.      | kiesett  | kiesett  | kiesett  | kiesett | kiesett  |
| Martín Kutscher   | 200 m gyors | 1:49,61  | 4.       | 36.      | kiesett  | kiesett  | kiesett  | kiesett | kiesett  |
| Francisco Picasso | 50 m gyors  | 23,01    | 6.       | 50.      | kiesett  | kiesett  | kiesett  | kiesett | kiesett  |

Női

| Versenyző           | Versenyszám    | Előfutam | Előfutam | Előfutam | Elődöntő | Elődöntő | Elődöntő | Döntő   | Döntő    |
| Versenyző           | Versenyszám    | Idő      | Hely.    | Össz.    | Idő      | Hely.    | Össz.    | Idő     | Helyezés |
| ------------------- | -------------- | -------- | -------- | -------- | -------- | -------- | -------- | ------- | -------- |
| Antonella Scanavino | 100 m pillangó | 1:04,28  | 2.       | 48.      | kiesett  | kiesett  | kiesett  | kiesett | kiesett  |

## Vitorlázás
Férfi

| Versenyző        | Versenyszám | Futam | Futam | Futam | Futam | Futam | Futam | Futam | Futam | Futam | Futam | Pontszám | Helyezés |
| Versenyző        | Versenyszám | 1     | 2     | 3     | 4     | 5     | 6     | 7     | 8     | 9     | É     | Pontszám | Helyezés |
| ---------------- | ----------- | ----- | ----- | ----- | ----- | ----- | ----- | ----- | ----- | ----- | ----- | -------- | -------- |
| Alejandro Foglia | Laser       | 12    | 27    | 33    | 7     | 36    | 4     | 6     | 26    | 18    | -     | 133      | 17.      |

É - éremfutam